# 范祺
范祺（1450年—？），字應禎，應天府溧水縣人，軍籍，明朝政治人物。

## 生平
成化十三年（1477年）丁酉科應天府鄉試第六十一名舉人。弘治六年（1493年）中式癸丑科會試第五十一名，二甲第五十一名進士。十五年二月由南京户部员外郎升福建按察司佥事。

## 家族
曾祖范秀之；祖父范彥忠；父范景新。嫡母鍾氏；生母章氏。永感下。